# Bundesautobahn 560
La Bundesautobahn 560, abbreviata anche in A 560, è una breve autostrada tedesca della lunghezza di 13 km che unisce la città di Hennef all'autostrada A 3 e all'autostrada A 59.

## Percorso
| A 560 |           |                             |      |                |                |
| Tipo  | n° uscita | Indicazione                 | km   | Corrispondenze | Strada europea |
|       | 1         | Dreieck Sankt Augustin West | 0,0  |                |                |
|       | 2         | Siegburg                    | 2,1  |                |                |
|       | 3         | Sankt Augustin              | 4,1  |                |                |
|       | 4         | Niederpleis                 | 6,3  |                |                |
|       | 5         | Kreuz Bonn - Siegburg       | 7,2  |                |                |
|       | 6         | Hennef West                 | 9,4  |                |                |
|       | 7         | Hennef Ost                  | 12,2 |                |                |
|       |           | Dahlhausen - Blankenberg    | 13,2 |                |                |